# Козловка (Владимирская область)
Козловка — деревня в Вязниковском районе Владимирской области России, входит в состав муниципального образования посёлок Мстёра.

## География
Деревня расположена в 1,5 км на северо-запад от центра поселения посёлка Мстёра и в 22 км на северо-запад от райцентра города Вязники.

## История
В XIX — первой четверти XX века деревня входила в состав Мстерской волости Вязниковского уезда. В 1859 году в деревне числилось 15 дворов, в 1905 году — 19 дворов, в 1926 году — 18 дворов.
С 1929 года деревня входила в состав Барско-Татаровского сельсовета Вязниковского района, с 2005 года — в составе муниципального образования посёлок Мстёра.

## Население
| 1859 | 1905 | 1926 | 2002 | 2010 | 2021 |
| ---- | ---- | ---- | ---- | ---- | ---- |
| 112  | ↘79  | ↘70  | ↘66  | ↗67  | ↗69  |